# میل مونت
میل مونت (هلندی: Miel Mundt; زاده ۳۰ مهٔ ۱۸۸۰ – درگذشته ۱۷ ژوئیهٔ ۱۹۴۹) بازیکن فوتبال اهل هلند بود.